# Ros Sopheap
Ros Sopheap (ur. ok. 1962) – kambodżańska aktywistka na rzecz praw kobiet. 

## Życiorys
Od lat odgrywa kluczową rolę w ruchu kobiet w Kambodży. W 1995 roku pracowała nad projektem badawczym dotyczącym przemocy domowej, pierwszym tego rodzaju projektem w kraju, co zainspirowało ją to do większego zaangażowania w tej sprawie. Sopheap stwierdziła, że kobiety są obwiniane przez społeczeństwo za przemoc domową choć w rzeczywistości najczęściej to one są ofiarami. Ros Sopheap została przewodniczącą Organizacji ds. Równouprawnienia Płci i Rozwoju (ang. Gender and Development for Cambodia) (GADC) w Kambodży. Celem organizacji jest praktyczne wsparcie i współpraca z kobietami-liderkami w rządzie i lokalnej społeczności, co pozwala na wymianę informacji, doświadczeń zawodowych i osobistych oraz promowanie kobiecej solidarności. GADC odgrywa rolę pośrednika między różnymi poziomami polityki, zapewniając odpowiednie rozpowszechnianie informacji i wysłuchanie lokalnych potrzeb.